# Adolphe Daguenet
Jacques-Adolphe Daguenet est un magistrat et un homme politique français, né le 8 messidor de l'an IX (8 juillet 1801) à Saint-Jean-Pied-de-Port (Pyrénées-Atlantiques) et mort le 16 octobre 1886 à Bayonne. 

## Biographie
Il est le fils de Jean-Pierre Daguenet, officier des armées de la Révolution, né à Vesoul, affecté à Saint-Jean-Pied de Port lors de la guerre qui oppose l'Espagne à la France, et de son épouse Mariane Borda, issue d'une vieille famille basque. 
Après des études au collège Stanislas à Paris, il entre dans la magistrature et occupe différents postes à Saint-Palais, Bayonne, Tarbes, Lourdes, Pau, Nîmes, Montpellier et Orléans où il termine sa carrière comme premier président. À la mort de son père en 1826, il hérite du château d'Arbouët, près de Saint-Palais, ce qui l'enracine définitivement dans le Pays basque.
Parallèlement à sa carrière judiciaire, il entre en politique en se faisant élire, en 1836, député de l'arrondissement de Mauléon, en remplacement du général Harispe. En 1839, il épouse Marie Cessat, de vingt ans sa cadette, dont le tuteur, Louis-Marie de Belleyme, ancien préfet de police de Paris, est également député.
En 1848, ses opinions monarchistes l'amènent à démissionner de la magistrature et à interrompre sa carrière politique. Il se retire alors au château d'Arbouët, demeurant toutefois conseiller général de Saint-Palais, essayant sans succès sous le second Empire d'obtenir sa réintégration dans le corps des magistrats.
Après la chute de l'Empire, il est élu à nouveau député des Basses-Pyrénées, président du conseil général, puis sénateur de ce département à partir de 1876.
Il meurt en 1885, et est inhumé dans l'église d'Arbouët.

## Mandats électoraux
Il est député des Basses-Pyrénées de 1836 à 1848, puis de 1871 à 1876.
- 1876 - 1882 : sénateur des Basses-Pyrénées
- 1851 - 1886 : conseiller général de Saint-Palais
- 1870 à 1883 : président du conseil général des Basses-Pyrénées

## Pour approfondir